# كانيلينجويت
كانيلينجويت (بالجرينلاندية: Kangilinnguit)، بلدة وقاعدة بحرية تابعة لبلدية سيرمرسوك في جرينلاند. وتقع على رأس مضيق آرسوك بجنوب غرب البلاد. بلغ عدد سكانها 160 نسمة عام 2010، معظمهم من أفراد البحرية الدنماركية في مقرهم الخاص بالقيادة العسكرية بجرينلاند.